# Петниста морска каракуда
Петнистата морска каракуда (Pagrus caeruleostictus) е вид бодлоперка от семейство Sparidae. Видът не е застрашен от изчезване.

## Разпространение и местообитание
Разпространен е в Албания, Алжир, Ангола, Бенин, Босна и Херцеговина, Габон, Гамбия, Гана, Гвинея, Гвинея-Бисау, Гибралтар, Гърция, Демократична република Конго, Египет, Екваториална Гвинея, Западна Сахара, Израел, Испания (Канарски острови), Италия, Камерун, Кот д'Ивоар, Либерия, Либия, Ливан, Мавритания, Малта, Мароко, Нигерия, Португалия, Сао Томе и Принсипи, Сенегал, Сиера Леоне, Сирия, Того, Тунис, Турция, Хърватия и Черна гора.
Обитава крайбрежията на полусолени водоеми и морета. Среща се на дълбочина от 14 до 100 m, при температура на водата от 15,8 до 23,5 °C и соленост 35,5 — 38 ‰.

## Описание
На дължина достигат до 90 cm, а теглото им е максимум 11,6 kg.